# Negru de Purcari
Le Negru de Purcari est un vin moldave sec et rouge, élaboré à partir de raisins de cabernet sauvignon, de Băbească neagră et de saperavi. Le vin a une couleur rubis foncée saturée.

## Zone de production
Le vin est produit dans certains vignobles moldaves, principalement dans la région viticole de Purcari (en), dans le raion de Ștefan Vodă. Il est appelé localement "le vin de la reine d'Angleterre" car la reine Élisabeth II commande régulièrement le millésime 1990. La cave Purcari (en) produit ce vin qui est élevé pendant des années dans des fûts de chêne, en lots très limités.